# Kungariket Mapungubwe
Kungariket Mapungubwe var en historisk stat som låg i nordöstra delen av nuvarande Sydafrika, Zimbabwe och Botswana mellan 1070-talet och 1220-talet. 
Det inkorporerades i Kungariket Zimbabwe omkring 1220.